# Biber (ponorka)
Biber byla první a nejmenší miniponorka německé kriegsmarine z období druhé světové války. Provozovaly je speciální útvary malých bojových jednotek K-Verband. Biber byl jednou ze speciálních zbraní, které měly pomoci odrazit spojeneckou invazi do Evropy. Celkem jich bylo postaveno 324. Do bojových operací jich bylo nasazeno asi 110. Jejich nasazení skončilo naprostým neúspěchem. Podařilo se jim potopit jedinou spojeneckou loď.
Hlavním nedostatkem miniponorky byly chybějící vyrovnávací nádrže, kvůli kterým nemohla déle setrvat v periskopové hloubce, a proto musela útočit vynořená na hladině. Posádka navíc byla ohrožena otravou výfukovými plyny vlastního plavidla. Například Biber vystavený v anglickém Imperial War Museum byl nalezen driftující poblíž Doveru s udušeným pilotem v kokpitu.

## Stavba

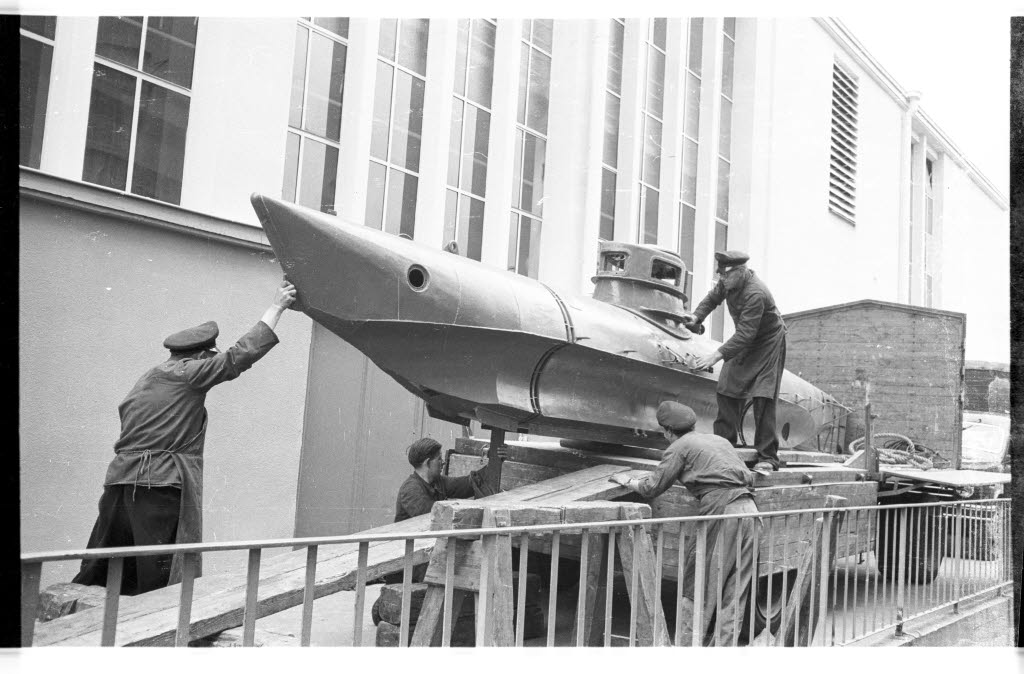
Biber

Miniponorku navrhl německý korvetní kapitán Hans Bartels. Konstrukce byla ověřena v březnu 1944 na prototypu označeném jako Adam. Sériová výroba probíhala od března do listopadu roku 1944. Celkem bylo postaveno cca 324 kusů. Vylepšené verze Biber II a Biber III zůstaly na papíře.

## Konstrukce

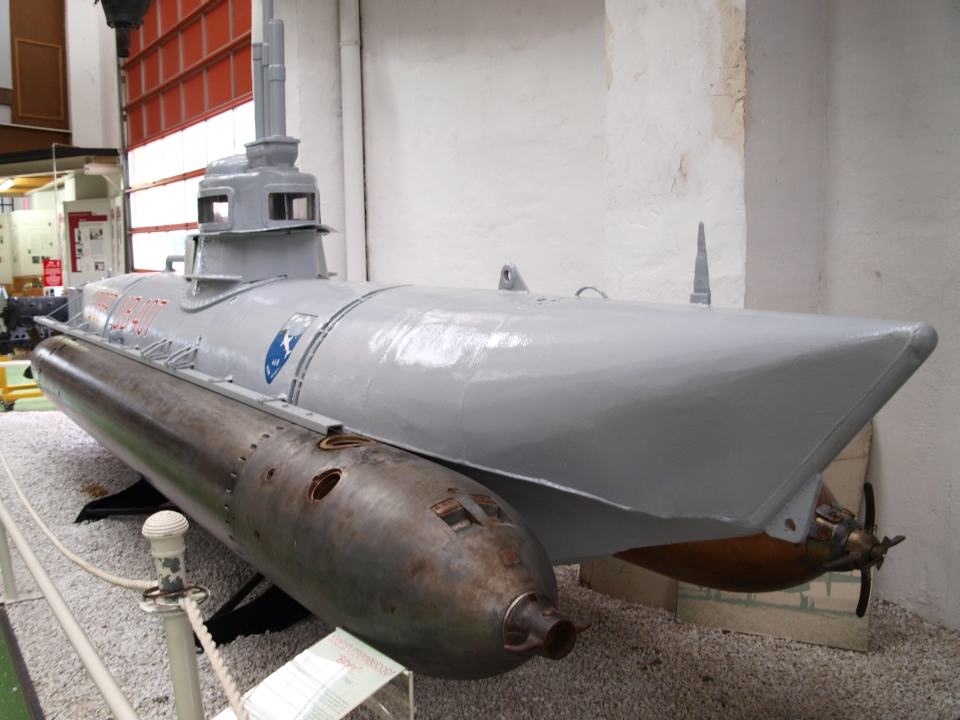
Biber

Biber nebyl ponorkou v pravém slova smyslu, ale spíše plavidlo se schopností krátkodobých ponorů. Měl jednočlennou posádku, která se potýkala s jeho náročným ovládáním. Kokpit byl opatřen malou věžičkou s několika okénky a periskopem, které však pokryl pouze 80° výhledu směrem dopředu. Celkově měl pilot velmi špatný výhled. Výzbroj tvořila dvě 533mm torpéda G7e podvěšená pod trupem. Pohonný systém tvořil benzínový motor z nákladního automobilu Opel Blitz o výkonu 32 hp a elektromotor Siemens o výkonu 13 hp. Nejvyšší rychlost dosahovala 6,5 uzlu na hladině a 5,3 uzlu pod hladinou. Dosah byl 125 námořních mil při rychlosti 5 uzlů na hladině. Hloubka ponoru dosahovala 20 metrů.

## Služba

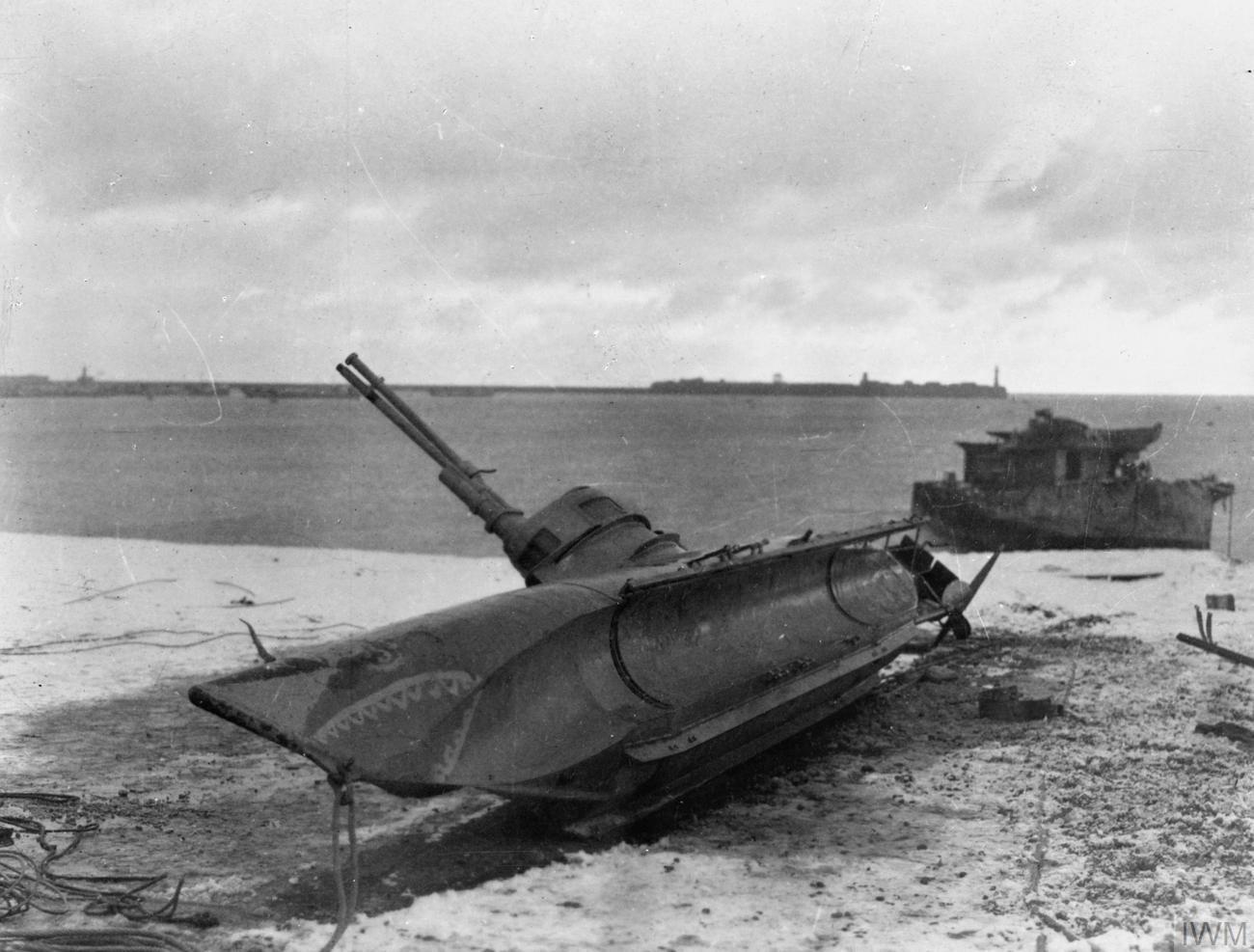
Biber

Miniponorky Biber byly do akce nasazovány velitelstvím malých bojových jednotek K-Verband. První Bibery byly dodány v květnu 1944. Dne 30. srpna 1944 z Fécampu ve Francii vyplulo 20 miniponorek Biber na svou první bojovou misi. Všechny se vrátily (převážně předčasně kvůli špatnému počasí), přičemž jejich posádky nárokovaly potopení jedné výsadkové lodě a jedné nákladní lodě typu Liberty. To však později nepotvrdily spojenecké záznamy.
Dalším operačním prostorem miniponorek Biber se stalo Nizozemsko a zejména ústí řeky Šeldy. V listopadu 1944 bylo do Rotterdamu dodáno 30 těchto miniponorek a další 59 do Groningenu jako rezerva. V noci na 23. prosince 1944 se celkem 18 Biberů rozdělených do dvou skupin vydalo napadnout spojeneckou lodní dopravu v ústí Šeldy. První skupina osmi miniponorek vlečených R-booty, narazila u Hoek van Holland na britské torpédové čluny, které polovinu Biberů potopily. Druhá skupina deseti Biberů vlečených rýnskými čluny se u ostrova Wester-Schouwen dostala do minového pole a přišla o dvě miniponorky. Zbývajícím plavidlům se podařilo potopit americkou nákladní loď Alan A. Dale (4702 tun), avšak za cenu ztráty všech nasazených miniponorek. Z posádky plavidla Alan A. Dale se všichni zachránili.
V noci na 24. prosince 1944 bylo jedenáct Biberů odtaženo do ústí Šeldy, aby vypluly na moře. Dvě ztroskotaly po cestě a z ostatních se žádná nevrátila. Večer 24. prosince 1944 vypluly tři Bibery, ale ani jeden se nevrátil. Večer 25. prosince 1944 vyplulo šest Biberů položit miny do ústí Šeldy, ale ani jeden se nevrátil. Když ráno 27. prosince vyplouvalo do akce čtrnáct Biberů, ještě v přístavu jim vybuchla dvě torpéda, která jich jedenáct potopila a zbývající tři uvázly na mělčině.
Kvůli utrpěným ztrátám se velitel K-Verbandu kontradmirál Helmut Hey rozhodl další akce Biberů (a výbušných člunů Linse) zrušit. Velkoadmirál Karl Dönitz namítal, že válečná situace vyžaduje účinné nasazení všech prostředků, včetně miniponorek Biber, na což Hey sarkasticky reagoval, že onu účinnost Biberů nelze ani posoudit, jelikož se dosud žádný z akce nevrátil.